# Freedom Fighters: The Ray
Freedom Fighters: The Ray è una webserie animata creata da Greg Berlanti e Marc Guggenheim, basata sulla storia del personaggio DC Comics Ray Terrill / Raggio, braccio destro del leader dei "Freedom Fighters", un gruppo di combattenti su Terra-X.
La serie è ambientata nell'Arrowverse. Una prima stagione in sei episodi è stata pubblicata sul sito dell'emittente The CW l'8 dicembre 2017; mentre la seconda stagione è stata pubblicata il 18 luglio 2018.

## Trama
Raymond "Ray" Terrill è un difensore dei diritti abitativi che scopre un doppelganger di se stesso da un'altra Terra. L'uomo scompare e gli conferisce poteri speciali, e viene reclutato per unirsi ai Freedom Fighters sulla Terra dove combatte i New Reichsmen.

## Episodi
| Stagione | Episodi | Titolo originale | Pubblicazione USA |
| -------- | ------- | ---------------- | ----------------- |
| 1        | 6       | A Hero Rises     | 8 dicembre 2017   |
| 2        | 6       | Earth-X          | 18 luglio 2018    |